# Roewe W5
La Roewe W5 è un'autovettura prodotto dalla casa automobilistica cinese Roewe dal 2011 al 2017.

## Descrizione
È stata presentata al Salone di Shanghai nell'aprile 2011.
La W5 monta un motore turbo a quattro cilindri da 1,8 litri con una potenza di 162 CV (119 kW) che viene utilizzato anche sulle Roewe 750 e Roewe 550. È anche disponibile in variante a quattro ruote motrici, con un motore a sei cilindri in linea da 3,2 litri, che eroga 220 CV (162 kW).